# OYQ-9

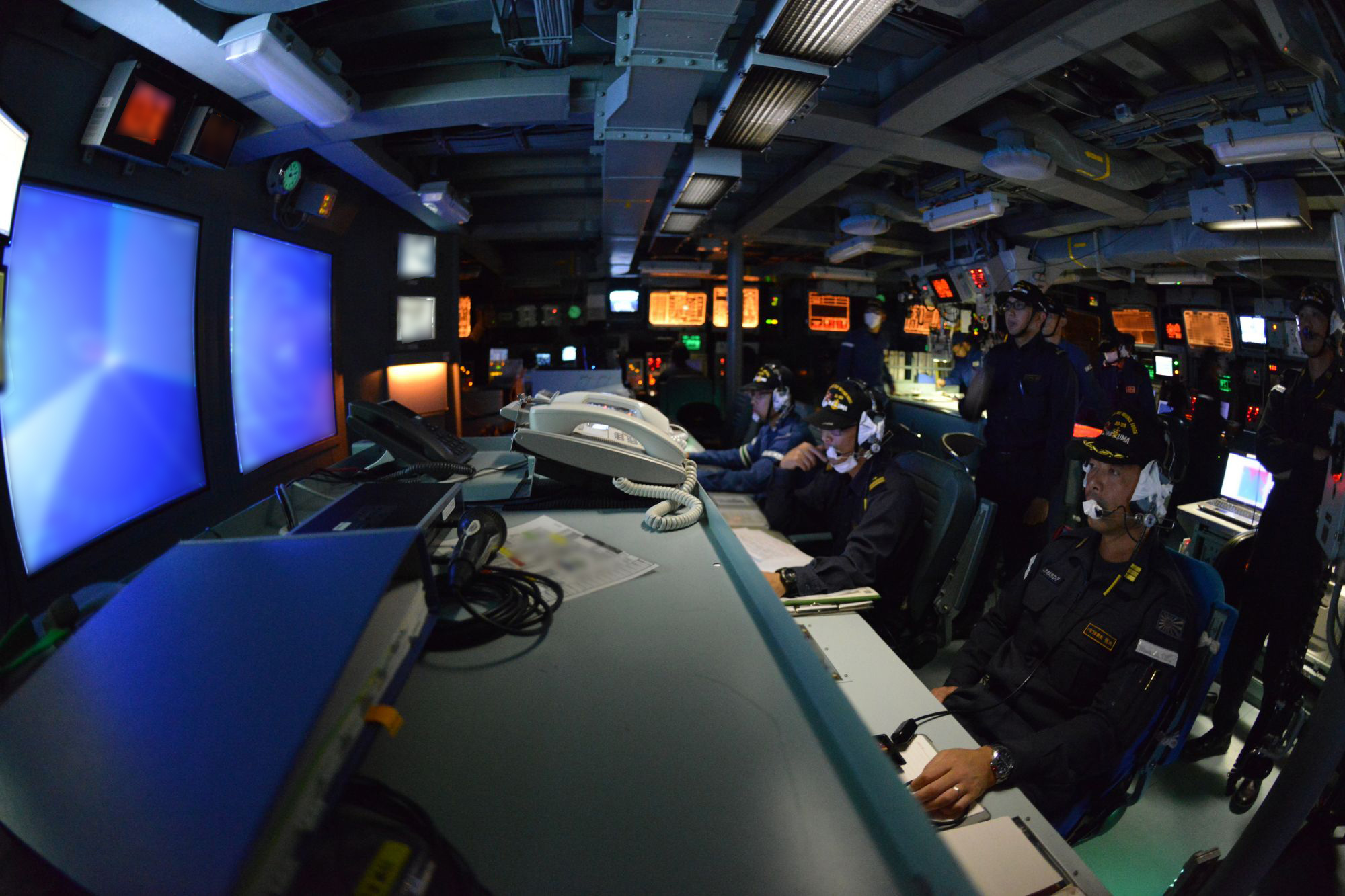
「いなづま」の戦闘指揮所

情報処理装置 OYQ-9（英語: Combat Direction System, CDS）は、海上自衛隊のC4Iシステム（戦術情報処理装置）の一つ。

## 来歴
海上自衛隊では、ミサイル護衛艦（DDG）やヘリコプター護衛艦（DDH）に搭載する戦術情報処理装置についてはアメリカ合衆国からの対外有償軍事援助（FMS）による購入に頼っていた。その一方、汎用護衛艦（DD）に搭載するものについては、コストの低減と技術の涵養の観点から、最初期から国産機を開発・採用してきた。
まず、しらね型（50DDH）用のデジタル式目標指示器として開発されていたTDS-2をもとに発展させて、わが国初の戦闘指揮システムとしてOYQ-5が開発された。これはセンサー情報の入力を受けて目標の脅威評価を行い、短SAMおよび76mm単装速射砲を管制するシステムであり、初の汎用護衛艦であるはつゆき型（52DD）に搭載された。その後、あさぎり型（58DD）では、更にリンク 11および対空捜索レーダー、電子戦装置との連接を実現したOYQ-6が開発・搭載され、後にはさらにOYQ-101対潜情報処理装置（ASWDS）との連接に対応したOYQ-7に発展した。
一方、海上自衛隊はこんごう型（63DDG）においてイージスシステム（AWS）を導入したが、これは自動化・統合化を大規模に推し進めた画期的なシステムであった。この考え方を取り入れて、新世代のDDであるむらさめ型（03DD）向けの戦術情報処理装置として開発されたのが本機である。

## 構成
本機は、情報処理能力・意思決定支援能力を大幅に強化するとともに、全武器システムとのデジタル連接化を実現している。また対潜戦機能に関しても、やはり63DDGで搭載されたOYQ-102 ASWCSの機能を活用したOYQ-103 ASWCSを開発・搭載して連接することで、統合化が進められている。
顕著な改善点として、情報表示プロジェクタの導入がある。これはイージス・ディスプレイ・システム（ADS Mk.2）に類似した大画面液晶ディスプレイ（LSD）2面より構成されており、戦術情報の表示を効率化している。また情報表示コンソール（ワークステーション）もAWSと同じOJ-663/UYQ-21に更新するとともに、操作表示系の向上が図られた。そして戦闘指揮所（CIC）での配置についても、AWSに倣って複合戦指揮官（CWC）コンセプトを導入して、各種戦ごとに区分されたエリアに情報表示コンソールを設置するとともに、情報表示プロジェクタが装備された指揮管制エリアに隊司令や艦長、哨戒長などの席を設定した。なお従来機の場合、DD用のOYQ-5/6/7ではPPIコンソールであるOJ-194/UYA-4のみが用いられており、部隊対潜戦指揮支援機能を備えた50DDH用のOYQ-3でも、これに加えてやや大型の水平型コンソールであるOJ-197/UYA-4が群司令部に1基設置されたのみであった。また電子計算機についても、従来のOYQ-5/6/7では旧式の小型コンピュータであるAN/UYK-20を採用していたのに対し、OYQ-9では、新世代の大型コンピュータであるAN/UYK-43が採用された。
その後、「いかづち」（08DD）においてはOYQ-9B、たかなみ型（10DD）においてはOYQ-9Cとマイナーチェンジが進められたのち、「さざなみ」（12DD）においては、商用オフザシェルフ（COTS）化およびシステムのネットワーク化を進めた全面的な改良型であるOYQ-9Dに移行した。これは従来のAN/UYK-43電子計算機とOJ-663/UYQ-21情報表示コンソールを一括してAN/UYQ-70によって更新し、計算処理を一部とはいえ分散コンピューティング化して、将来的なオープンアーキテクチャ化も視野に入れてリアルタイム・ミドルウェアおよびLocal Area Network（LAN）を導入したものであった。OYQ-9DのLAN構成は、電子計算機・情報表示プロジェクタ・情報表示コンソールなどを連接するCDS内部LANと、レーダーやFCS、ASWCSなどを連接する戦闘システムLANに大別できる。また「すずなみ」（13DD）においては、さらにリンク 16およびORQ-1Bに対応してデータ・リンク機能を強化したOYQ-9Eに発展した。

## 搭載艦
- むらさめ型護衛艦
  - 「むらさめ」（03DD） - OYQ-9
  - 「いかづち」（08DD） - OYQ-9B
- たかなみ型護衛艦
  - 「たかなみ」（10DD） - OYQ-9C
  - 「さざなみ」（12DD） - OYQ-9D
  - 「すずなみ」（13DD） - OYQ-9E